# Kähnsdorf
Kähnsdorf ist seit dem 6. Dezember 1993 ein Ortsteil der Gemeinde Seddiner See im Landkreis Potsdam-Mittelmark mit 460 Einwohnern (Dezember 2022).

## Geografie
Kähnsdorf liegt im Naturpark Nuthe-Nieplitz am Südufer des Großen Seddiner Sees und westlich des Kähnsdorfer Sees. Große Teile des 484 Hektar umfassenden Ortsgebietes gehören zum Landschaftsschutzgebiet Nuthetal - Beelitzer Sander in der Zauche. Im Süden schließen sich die Wälder der Stückener Heide an.

## Geschichte
Erste menschliche Ansiedlungen am Großen Seddiner See liegen mehr als 10.000 Jahre zurück, wie Bodenfunde belegen. 1375 wurde Kähnsdorf als Kenstorp mit einer Größe von ca. 20 Hufen im Landbuch Karls IV. erstmals erwähnt. Der Name stammt aus dem Slawischen und bedeutet Siedlung eines Mannes namens Kanja.
Über die Landenge zwischen dem Kähnsdorfer und Seddiner See verlief eine mittelalterliche Heer- und Handelsstraße, die spätere Poststraße Leipzig – Berlin. Die Landenge stellte die gefährdetste Stelle der historischen Nord-Süd-Verbindung dar, sodass zu ihrem Schutz die Nachbardörfer Wildenbruch und Fresdorf bei der Deutschen Ostsiedlung besonders großzügig ausgestattet wurden. Im Gemälde Am Seddiner See bei Kähnsdorf stellte der Österreicher Carl Schuch 1880 die Landenge zwischen den Gewässern dar.
Ende des 19. und zu Beginn des 20. Jahrhunderts wurden Teile des Landes parzelliert, es entstehen eigene Siedlungen, so in den 1920er Jahren die Siedlung Kähnsdorf als Waldhaufendorf.
Am 6. Dezember 1993 schlossen sich die bis dahin selbstständigen Gemeinden Kähnsdorf, Neuseddin und Seddin freiwillig zur Gemeinde Seddiner See zusammen.

## Sehenswürdigkeiten

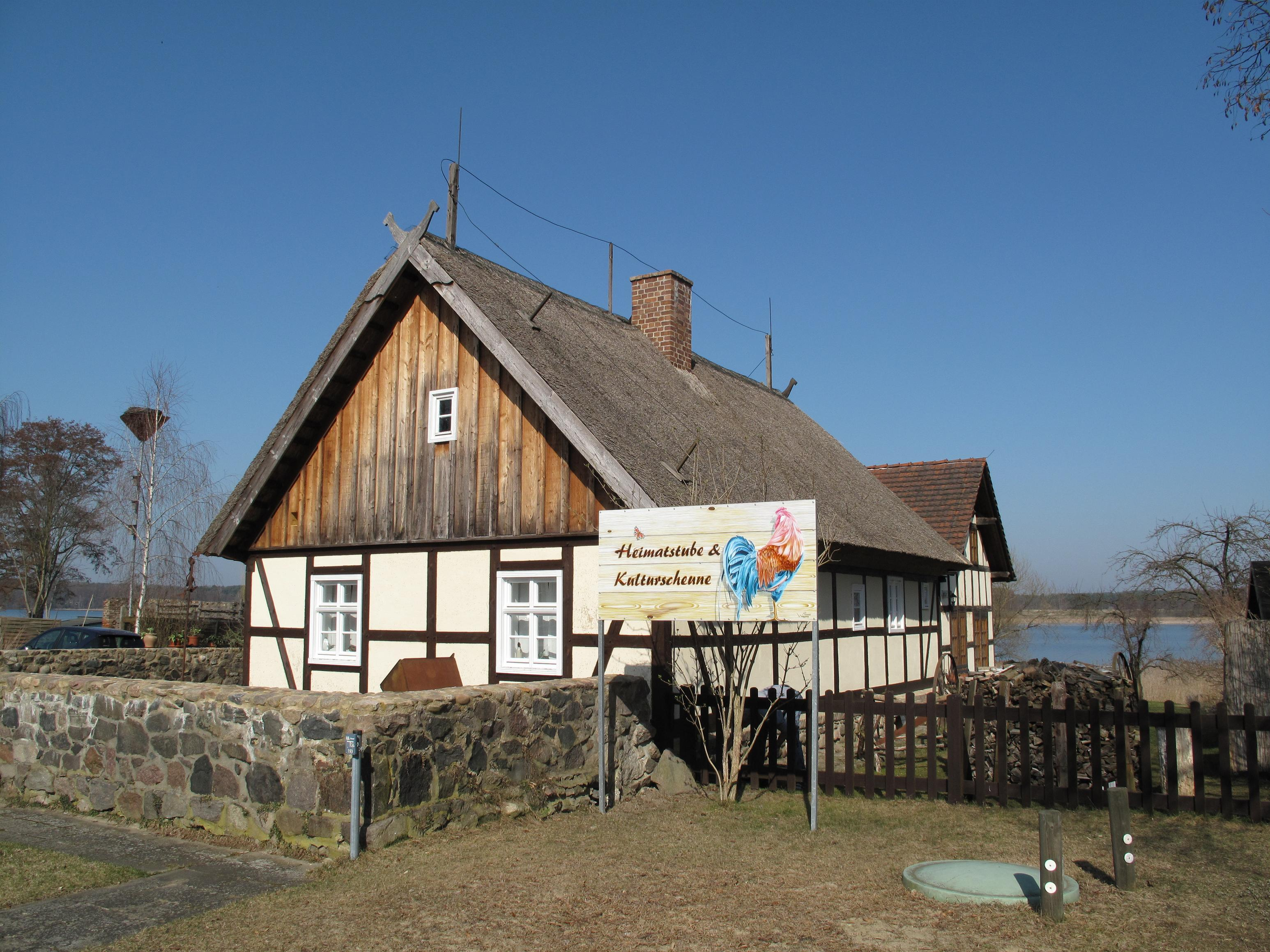
Heimatstube und Kulturscheune

- Findlingsgarten, ein 25.000 m² großes Freilichtmuseum mit Findlingen, eiszeitlichen Geländeformschätzen und nordischen Leitgeschieben.[6] Zudem zeigen im Findlingsgarten in einer Freiluft-Skulpturenausstellung zwölf Künstler wie Marina Schreiber, Karl Menzen oder Volker Bartsch 26 zeitgenössische Werke.[7]
- Heimatstube und Kulturscheune, ein denkmalgeschütztes Ensemble aus Fachwerkhäusern. Das letzte in Kähnsdorf verbliebene rohrgedeckte Fachwerkhaus wurde um 1700 als Privathaus erbaut und von 1825 bis 1930 als Volksschule genutzt. Ab 1995 wurde es rekonstruiert und saniert zur Schaffung des kulturellen Gemeindezentrums Heimatstube und Kulturscheune, die 2001 eröffnet wurde.[8]
- Kähnsdorfer Strand, der größte Strand des Großen Seddiner Sees liegt am Ostufer des Sees